# Sampacho
Sampacho es un pueblo  que se encuentra en el departamento Río Cuarto, al sur de la provincia de Córdoba, Argentina, a 45 km al sudoeste de la cabecera departamental Río Cuarto, en el cruce de la RN 8 a 62 km de Villa Mercedes.
Fue fundada el 5 de mayo de 1875 (150 años).

## Historia

### Toponimia
Sampacho o Sampacha:  Popularmente se cree que es la contracción de las palabras quechuas 'sampa' o 'zampa' (flojo - débil) y 'patja' o 'pacha' (tiempo - lugar - tierra), cuyo significado resulta: 'tierra que tiembla', por los continuos temblores que ocurrían en la zona, lo que a la vez produce el agrietamiento del terreno. El pueblo originario de la zona no hablaba quechua, por lo que esta denominación es discutible aún.
Otra acepción podría ser la de tierra floja o débil, a causa de los médanos en constante movimiento.

### Origen
El origen del pueblo se remonta a 1785, cuando Rafael de Sobremonte, Coronel de Infantería y Gobernador de Córdoba, en su deseo de proteger y dar mayor seguridad a las rutas que se habían abierto en la zona, manda a erigir el Fuerte San Fernando.

Desaparecido a mediados del siglo XIX, a consecuencia de la invasión de los ranqueles provenientes del sur, fue luego reconstruido en dos oportunidades y el Gobierno consideró indispensable restaurarlo y estabilizarlo con una población. El lugar se prestaba para la fundación de un poblado por contar con un arroyo de caudal abundante, que se desplaza por una llanura fértil.
Las tierras formaban parte de la estancia de Suco, propiedad de Ignacio Soria, y en las escrituras existía una cláusula en la que el dueño hace donación, en el lugar de Sampacho, de una extensión de terreno de un tiro de cañón, es decir, media legua en todos los rumbos (con pastaje libre para hacienda de los pobladores) con destino a fundar una villa.

Hacia 1795, el Fuerte San Fernando de Sampacho, 'Zam-pacha' como aparece en los documentos más antiguos, contaba con 73 personas y una capilla dedicada a Santa María de Cabeza.
La llegada de los primeros colonos a esta región se llevó a cabo el 5 de mayo de 1875. Era un grupo integrado por 100 familias de origen italiano, enviadas por el gobierno con el objetivo de colonizar estas tierras. A ellos le siguieron, años más tarde, la llegada de otros contingentes provenientes de Austria, Francia y España.

### Terremoto en Sampacho de 1934
Esta localidad, en el sudoeste de la provincia de Córdoba , fue parcialmente destruida el 11 de junio de 1934, por un terremoto local que afortunadamente no arrojó víctimas fatales. Pero al impacto físico se sumó la conmoción psicológica, por el desconocimiento más absoluto de la repetición de estos fenómenos naturales históricos.
Y en 1955 se produjo en Villa Giardino, un temblor de 6,9 escala de Richter. Recuérdese que la región está atravesada por la "falla del frente occidental de las Sierras Chicas" ,  extendida desde Villa Carlos Paz hasta Berrotarán y Elena (Córdoba); y su potencial para generar sismos es desconocido. En la región también se encuentra la "falla de Las Lagunas", cercana a Sampacho , y que llega hasta Río Cuarto. La advocación a su patrona la virgen de La Consolata se atribuye el milagro de no haber víctimas por los terremotos de 1934.

## Población
Cuenta con 8478 habitantes (Indec, 2022), lo que representa un incremento del 9% frente a los 7716 habitantes (Indec, 2010) del censo anterior.
| Gráfica de evolución demográfica de Sampacho entre 1991 y 2022 |
|                                                                |
| Fuente: censos nacionales del INDEC                            |

## Actividades
Las principales actividades de Sampacho y la zona son la agricultura, ganadería y avicultura.

## Instituciones

### Instituciones Educativas
Sampacho ha contado con escuelas oficiales casi desde su fundación ya que las dos primeras escuelas iniciaron su tarea en 1896.
- Centro Educativo 'Periodista Remigio Lupo'

En 1896 fueron creadas las dos primeras escuelas del pueblo: la N.º 1 de varones y la N.º 2 de niñas, dependientes del Consejo Nacional de Educación. Estas escuelas cambian su nombre en 1910 y pasan a denominarse Escuelas Nacionales N.º 41 y N.º 42, que fueron fusionadas en 1939.
La escuela no contó con local propio hasta 1962, en Lavalle 370.
Desde 1978 depende del Estado provincial y en 1980 recibe la nueva denominación: Periodista Remigio Lupo.
Es una Institución que ofrece a la comunidad una educación integral y de calidad, en un ámbito totalmente refaccionado.
- Centro Educativo San Martín

En marzo de 1929 se decreta la creación de la escuela provincial, contando con la inscripción inicial de 72 alumnos. La escuela se inició como de tercera categoría ascendida a segunda en 1934 y a primera en 1936.
- Colegio primario e instituto 'La Consolata'

Fue fundada por tres religiosas el 14 de marzo de 1920, empezando así su acción apostólica en el pueblo de Sampacho. Desde sus comienzos contó con sección primaria y clases especiales de corte y confección, labores, música y dactilografía, a cargo de las religiosas. En febrero de 1964 se inaugura la sección secundaria con la carrera de Magisterio y en 1970 se cambia por el Bachillerato Nacional.
- Instituto Secundario 'Pablo A. Pizzurno'

En 1954 por un grupo de vecinos de la sede del 'Club Social Progreso' tras analizar la cantidad de alumnos que dejaban sus aulas primarias y el aumento de la población tomaron la iniciativa de que Sampacho tuviera su Colegio Secundario.
- IPET 389'

Fue Inaugurado el 31 de marzo de 2009. El establecimiento secundario con orientación técnico-profesional en producción industrial, tiene una superficie cubierta de 1.782 metros cuadrados, fue construido en el marco del Programa Nacional 700 Escuelas, y consta de 5 aulas, salón de usos múltiples, salas de informática, dirección y Administración, sanitarios, cocina, depósito, cantina, centro de recursos multimediales, box de atención de alumnos, cooperadora, taller de especialidades, área deportiva y patio.
- Instituto de Enseñanza Especial Nuestra Señora de Lujan

### Instituciones deportivas
- Club Atlético Sampacho

Fundado el 20 de julio de 1922. El principal deporte, con dedicación constante, es el fútbol, pero años atrás llegó a contar con un destacado equipo de básquetbol y en ocasiones prestó atención al tenis y desde hace unos años viene promocionando el deporte bochófilo.
- Club Recreativo Confraternidad

Institución fundada por un grupo de ferroviarios el 30 de enero de 1932, cuya finalidad era la práctica de fútbol. Por la década del sesenta construyo su sede social, cancha de bochas y estadio de fútbol. Desarrolla deportes tales como fútbol, bochas, voley y newcom. Sus colores son el rojo, es el club más popular del pueblo.
- Sporting Club Deportivo y Cultural

Fundado el 1 de junio de 1935 por un grupo jóvenes que unieron sus fuerzas para instaurar una nueva institución en Sampacho, cuyos principales objetivos eran inclinados no sólo a faz deportiva, cuya principal deporte es el básquetbol, sino también cultural.
- Comisión Municipal de Atletismo de Sampacho

La Comisión surge en el año 1996, fomenta la práctica de atletismo, ciclismo y pruebas combinadas.
- Asociación de Tiro, Pesca y Caza (A. TI. PE. CA. S.)

Se fundó el 7 de octubre de 1964. Hasta ahora la mayor parte de la actividad ha sido canalizada hacia la pesca deportiva, teniendo a su cargo la Laguna de Suco.
Laguna de Suco: a pocos km de Sampacho se encuentra la “Laguna de Suco”. El lugar de increíble belleza es como un oasis en medio de una arboleda compuesta por pinos, algarrobos blancos, eucaliptos.

Con un ecosistema acuático donde predominan las totoras y juncos, en sus aguas se lleva a cabo la pesca deportiva del pejerrey, palometas, distintas variedades carpas y bagres.

Un canal derivador cuyo extremo se ubica en las cercanías de Sampacho aporta ocasionalmente los excedentes hídricos del Río Quinto.
La institución “A.TI.PE.CA.S”, (“Asociación de Tiro, Pesca y Caza de Sampacho”) que tiene a su cargo el lugar, debió reforestar y proveer de infraestructura para afiliados y turistas.
Además cerca de Sampacho cuenta con un polígono de tiro, donde se realizan concursos de tiro al platillo.
En un predio aledaño tiene una cancha de golf de 9 hoyos federada en la Asociación Argentina de Golf. Se organizan torneos donde participan jugadores locales y de pueblos y ciudades vecinas
- Complejo deportivo La Quinta

Fue fundado en el 2008. este Complejo se desempeña en el tenis aunque también en estos momentos se hace(Fútbol 5, Fútbol, tenis, ping pong) el complejo también tiene una pileta que se terminó de hacer en el año 2009.

## Balneario Sampacho
Por su ubicación, resulta atractivo y cómodo porque tiene baños y zona para acampar, sombra y mesas con bancos, todos de cemento donde la gente come riquísimos asados. Está bien iluminado para usarlo de noche.
Antiguamente fue construido para juntar agua del arroyo Sampacho (como si fuera un dique) para llenar el único camión regador que regaba las calles de tierra (luego asfaltadas). Luego se decidió desviar el arroyo que traía agua sucia, se filtró la misma y se construyó una gran pileta como se la conoce ahora. En los últimos años, la pileta se llena con agua limpia de la perforación de un acuífero subterráneo. Por eso se lo llama “El Dique”.
En el verano la gente del pueblo y localidades vecinas lo disfruta y recibe hasta 2000 á 3000 personas por fin de semana.

## Parroquias de la Iglesia católica en Sampacho
| Diócesis | Villa de la Concepción del Río Cuarto |
| -------- | ------------------------------------- |
| Basílica | Nuestra Señora de la Consolata        |

La Basílica de la Consolata tiene una historia estrechamente ligada a la localidad de Sampacho. Desde su establecimiento en 1902 hasta su designación como Patrona del Pueblo en 1915 por el Papa Benedicto XV, esta iglesia ha sido un símbolo de devoción y fe para la comunidad. Cada año, el 20 de junio, miles de creyentes se congregan para celebrar a su Patrona en una festividad llena de gratitud y fervor religioso.
La arquitectura de la Basílica, de estilo Románico Bizantino, invita a la reflexión y a la devoción. Sin embargo, más allá de sus imponentes muros, esta iglesia alberga tesoros artísticos y una historia que se entrelaza con la fe y la comunidad.
En su interior, se encuentran objetos de un valor incalculable. Por ejemplo, el Cuadro de Nuestra Señora de la Consolata, enmarcado en mármol de Carrara, preside el altar mayor desde 1922. Esta imagen de "La Consolata" fue traída desde Turín en 1908 y se ha convertido en un símbolo de devoción para los fieles. Además, el Camarín de la Virgen, con su enrejado de hierro forjado y los frescos de Fernando Bonfiglioli, es un espacio de paz y oración dentro de la Basílica.
En 2024 cambió su estatus de parroquia a basílica. De esa manera es la 5.ª basílica en la provincia de Córdoba y la 48.ª de la Argentina.